# Ramdurg (stato)
Lo Stato di Ramdurg fu uno stato principesco del subcontinente indiano, avente per capitale la città di Ramdurg.

## Storia
La fondazione dello stato avvenne già prima del 1742 quando lo stato venne distaccato da quello di Nargund. Tra il 1785 ed il 1799, il regno venne occupato dall'Impero moghul con l'imperatore Fateh Ali Tipu del regno di Mysore. Nel 1827 Ramdurg divenne protettorato britannico.
Entrò a far parte del Dominion dell'India l'8 marzo 1948 ed è attualmente parte dello stato del Carnatica.

## Governanti
I regnanti locali erano indù ed appartenevano alla dinastia dei bramini Konkanasth. Ebbero il titolo di raja.

### Raja
- 1742 - 1777                Yogirao I Bhave
- 1777 - 1785                Ramrao I Bhave                     (m. 1800)
- 1785 - 1799                occupato dal regno di Mysore
- 1800 - 1810                Bapurao Ranade - reggente
- 1810 - 1827                Narayanrao I Ramrao "Appa Saheb Bhave"                           (m. 1827)
- 1827 - 1829                Reggenza britannica
- 1829 - 1857                Rani Radhabai (f)                  (m. 1857)
- 1857 - 1872                Ramrao II Narayanrao Bhave
- 1872 - 1878                Yogirao II "Bapu Saheb" Bhave      (n. 1852 - m. 1878)
- 11 febbraio 1878 - 1907         Vyankatrao Yogirao Bhave           (n. 1877 - m. 1907)
- 30 aprile 1907 - 1947         Ramrao III Vyankatrao Rao Saheb Bhave   (n. 1896 - m. 19..)